# Скендерія
Скендерія (сербохорв. Skenderija) — спортивний, культурний і торговий центр у Сараєві на лівому березі Міляцкі. Був одним з об'єктів, на яких проходили заходи XIV зимових Олімпійських ігор у 1984 році.

## Історія
Багатофункціональний центр для проведення культурних і спортивних заходів, що має також об'єкти торгівлі та громадського харчування. Центр був спроектований архітекторами Живорадом Янковичем та Халідом Мухасиновичем. Газета «Боротьба» в 1969 році відзначила Скендерію як найкраще архітектурне рішення в Югославії. Центр названо на честь Скендер-паші, який ще в 1499 році в цій місцевості побудував торговий центр, що включав 11 магазинів, гостинний двір, караван-сарай, імарет і ханаку.
Офіційне відкриття центру відбулося 29 листопада 1969 року, коли демонструвався фільм «Битва на Неретві». У тому ж році в Скендерії пройшло перша спортивне подія — чемпіонат Югославії з настільного тенісу, а вже в 1973 році центр прийняв чемпіонат світу з настільного тенісу. Також тут проходили заходи міжнародного рівня з баскетболу, волейболу, гандболу та боксу.
Після того, як у 1978 році Сараєво виграло право на проведення Зимової олімпіади, було прийнято рішення побудувати в Скендерії новий льодовий палац для змагань з фігурного катання та хокею, а також організувати прес-центр. Будівництво почалося 1 травня 1981 року. Палац було здано в експлуатацію 30 червня 1983 року. Будівництво обійшлося в 572 506 000 югославських динарів.
На початку 90-х років XX століття під час подій боснійської війни центр в Скендерії, як і більшість інших об'єктів Сараєва, постраждав, однак, за винятком згорілого Будинку молоді, основні конструкції споруд не були серйозно пошкоджені. Однак, комплекс не експлуатувався і повільно руйнувався, поки в 1999 році міське керівництво вирішило, що для міста необхідний виставковий зал. З 2000 по 2006 роки за рахунок коштів приватних інвесторів йшло відновлення Скендерії. Нині в центрі діє кілька спортивних, культурних і торгових залів.
У 2012 році через сильні снігопади, що перевищили розрахункові навантаження, обвалився дах льодового палацу в Скендерії. Всередині нікого не було, тому надзвичайна подія обійшлася без людських жертв.